# Armería de la Guardia Nacional (Batesville, Arkansas)
La Armería de la Guardia Nacional de Batesville, Arkansas, es una edificación ubicada en 380 South Ninth Street. Es una estructura de piedra arenisca grande e imponente con características de estilo neogótico y art déco.
Fue diseñado por Peter Blaauw, un arquitecto holandés de Sulphur Rock (Arkansas), y construido con fondos del Works Progress Administration. Después de que la Guardia Nacional desalojó la instalación en 1976, se usó para almacenamiento y permaneció vacante hasta alrededor de 1998, cuando fue adaptado para su uso por el Old Independence Regional Museum. Fue incluido en el Registro Nacional de Lugares Históricos en 1998.
El número de referencia Registro NRHP es 98000579.